# Несса (приток Вашки)
Несса (Нессь) — река в России, протекает на юге Лешуконского района Архангельской области. Правый приток реки Вашка. 
Длина реки составляет 66 км.
Течёт по лесной болотистой местности. Генеральным направлением течения является запад. Впадает в Вашку напротив села Олема Олемского сельского поселения.
Основные притоки (км от устья):
- 30 км: река Мутная[3];
- 38 км: река без названия[3];
- 53 км: ручей Ойвож[3].

## Данные водного реестра
По данным государственного водного реестра России относится к Двинско-Печорскому бассейновому округу, водохозяйственный участок реки — Мезень от истока до водомерного поста у деревни Малонисогорская. Речной бассейн реки — Мезень.